# Матсья

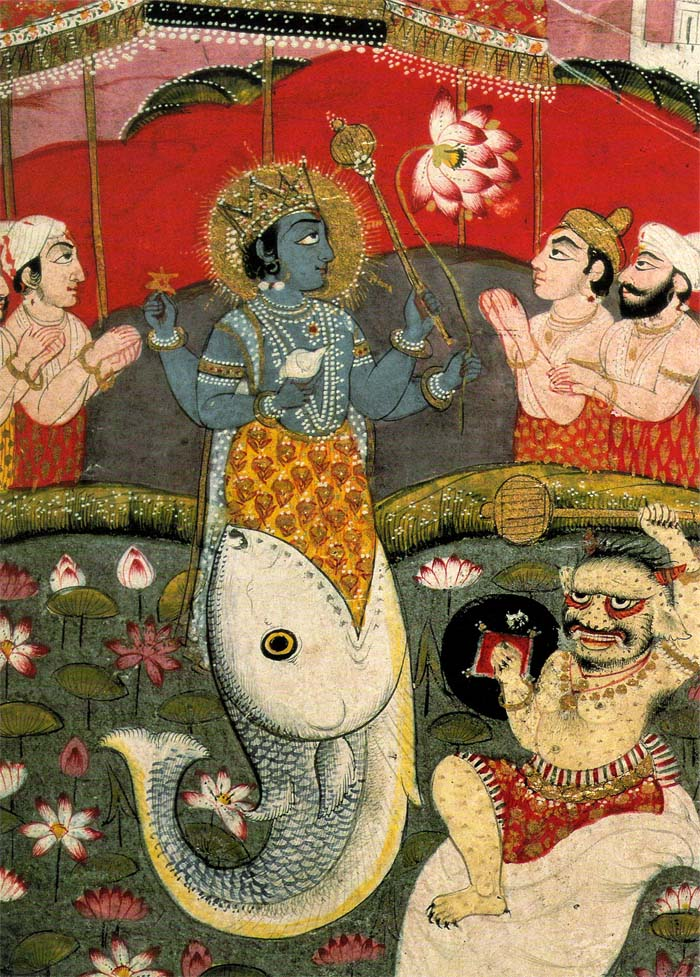
Матсья, первая аватара Вишну

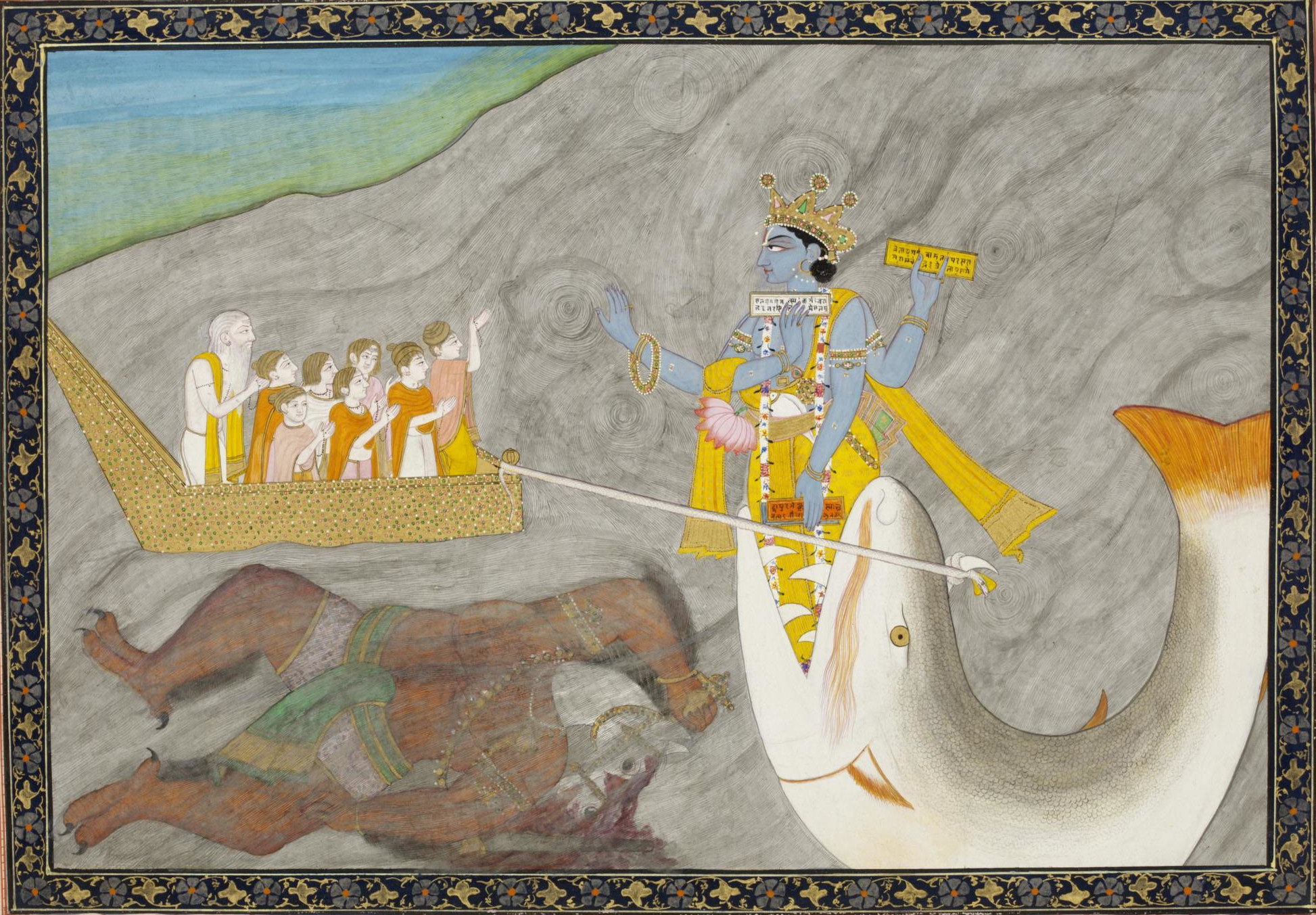
Матсья-аватара, Музей Виктории и Альберта, 1870.

Ма́тсья (санскр. मत्स्य — «рыба») в индуизме — первая аватара Вишну.
Согласно пуранам, царь древних дравидов и приверженец Вишну, который позже стал известен как Ману, мыл в реке руки, когда маленькая рыбка приплыла в его руки и стала умолять его спасти её жизнь. Он положил её в кувшин, который она вскоре переросла. Затем он перенес её в бак, реку и, наконец, в океан, но тщетно. Наконец, рыба открыла себя как Вишну, который сказал Ману, что скоро произойдёт потоп, который будет продолжаться семь дней и уничтожит всё живое. Вишну объяснил Ману, что он должен собрать и посадить в лодку все сорта растений и все виды животных, чтобы спасти их вместе с собой.
Вишну появляется в данном случае в форме великой рыбы и спасает Ману, первочеловека, прародителя новой человеческой расы. Подобно ветхозаветному Ною, Ману избран на роль первочеловека как великий праведник во времена всеобщего греха. Приводятся различные версии потопа. Пуранические сказания говорят, что кроме Ману также были спасены семь божественных риши, или наделённых разумом детей Брахмы вместе с их жёнами, благодаря чему мир позже снова был заселён людьми.
В иконографическом представлении аватара Вишну выступает в образе полурыбы-получеловека, причем нижняя его половина рыбья. В двух руках он несёт раковину и чакру, две другие показывают жесты благословения и защиты. Он носит Кирита-корону и другие традиционные для Вишну украшения.